# To jest moje życie
To jest moje życie (tytuł oryg. This Is My Life, 1992) – amerykański dramat filmowy w reżyserii Nory Ephron. Ekranizacja powieści Meg Wolitzer pod tym samym tytułem.

## Opis fabuły
Fabuła skupia się na postaci Dottie Ingels. Samotna matka marzy o karierze w branży rozrywkowej. Jej aspiracje mają się wkrótce spełnić.

## Obsada
- Julie Kavner – Dottie Ingels
- Samantha Mathis – Erica Ingels
- Gaby Hoffmann – Opal Ingels
- Carrie Fisher – Claudia Curtis
- Dan Aykroyd – Arnold Moss